# Gertrud (Tochter von Mieszko II.)

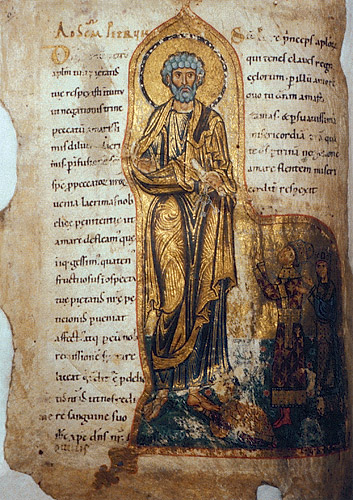
Seite aus dem Gertrud-Psalter. Die Verfasserin wurde hier neben dem hl. Petrus dargestellt.

Gertrud bzw. Gertruda (* ca. 1025; † 4. Januar 1108) war die Tochter des polnischen Königs Mieszko II. und die Ehefrau von Isjaslaw I. Der nach ihr benannte Gertrud-Psalter ist eines der wichtigsten Schriftwerke des Mittelalters. Gertruda wird als erste polnische Schriftstellerin bezeichnet.

## Leben
Das genaue Geburtsdatum von Gertruda ist nicht bekannt, sicher ist allerdings, dass sie die Tochter des polnischen Königs Mieszko II. und dessen Frau Richeza war. Über ihre Großmutter Mathilde konnte sie ihre Abstammung auf die Ottonen zurückführen und war somit mit der Kaiserfamilie verwandt. Gertruda wuchs höchstwahrscheinlich in Gnesen auf und wurde anschließend zu Bildungszwecken in ein Kölner Kloster geschickt. Nachdem Kazimierz der Erneuerer nach Polen zurückgekehrt war (wahrscheinlich im Jahr 1039) und Polen wiederaufgebaut hatte, entschied er, seine Schwester Gertruda mit dem Großfürsten von Kiew, Isjaslaw I., zu verheiraten, um die Ostpolitik Polens zu stärken. Aus der Ehe zwischen Isjaslaw und Gertruda gingen drei Söhne hervor: Mścisław, Jaropolk und Swjatopolk.
Infolge zahlreicher innenpolitischer Unruhen mussten Isjaslaw und Gertruda einige Male nach Polen fliehen und bei der piastischen Herrschaftsfamilie Schutz suchen. Aus diesem Grund war Gertruda auch nach ihrer Heirat noch viele Male in Krakau, der damaligen Hauptstadt Polens. Im Jahr 1074 floh das Herrscherpaar noch weiter in den Westen ins Kaiserreich, wo es von Heinrich IV. empfangen wurde. Im Winter 1076 kehrte Gertruda mit ihrem Mann nach Krakau zurück, da der polnische König Bolesław nach seinem erfolgreichen Kiew-Feldzug Isjaslaw erneut auf dem Thron der Rus einsetzen wollte. Dies gelang ein Jahr später, allerdings wurde Isjaslaw 1078 ermordet, woraufhin Gertruda als Witwe keine politische Rolle mehr spielte und ihre letzten Lebensjahre in Wladimir bzw. Kiew verbrachte. Sie starb am 4. Januar 1108 und wurde ungefähr 83 Jahre alt. Gertrudas Bestattungsort ist unbekannt.

## Bedeutung
Gertruda ist vor allem als erster polnischer Schriftsteller (unabhängig vom Geschlecht) bekannt. Der nach ihr benannte Gertrud-Psalter enthält alttestamentarische Beschreibungen und Lebensläufe von zahlreichen Heiligen, darüber hinaus ist das Werk von zahlreichen Buchmalereien geschmückt, die aus der Reichenauer Malschule stammen. Besonders bemerkenswert sind die Gebete, die Gertruda in den 1070er Jahren selbst in den Psalter eingetragen hat. Obwohl sie sich in Kiew aufhielt, verfasste Gertruda sie nicht auf Altrussisch oder Griechisch, sondern auf Latein, also der Sprache der polnischen (und abendländischen) Eliten. Die Hauptmotive dieser fast hundert Gebete sind Glaube, mütterliche Liebe und Sorge um das eigene Kind sowie Hoffnung auf Gottes Hilfe in politischer Not. Das Manuskript wurde 2003 von der UNESCO in die Liste des Weltdokumentenerbes aufgenommen.